# Frans Egon van Fürstenberg

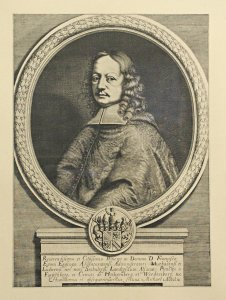
Frans Egon van Fürstenberg

Frans Egon van Fürstenberg (Heiligenberg,  10 april 1626 - Keulen 1 april 1682) was een vooraanstaand geestelijke uit het adellijke geslacht Van Fürstenberg.
Frans Egon werd geboren als zoon van Egon VIII van Fürstenberg-Heiligenberg (1588-1635), rijksgraaf van Fürstenberg-Heiligenberg, en diens echtgenote gravin Anna Maria van Hohenzollern-Hechingen (1603–1652). Zijn vader was een belangrijk legeraanvoerder tijdens de Dertigjarige Oorlog. Zijn jongere broer Willem Egon van Fürstenberg (1629-1704) koos eveneens voor een geestelijke loopbaan en volgde hem onder andere op als bisschop van Straatsburg.
Hij was onder andere abt van Gorze (1650-1668), domproost van Aken (1653–1663), prins-abt van het Abdijvorstendom Stavelot-Malmedy (1657-1682), bisschop van Metz (1658-1663), proost van Onze-Lieve-Vrouwe te Maastricht (1659-1682), abt van Murbach (1663-1682) en prinsbisschop van Straatsburg (1663-1682).
Zijn zuster, Elisabeth van Fürstenberg was gehuwd met Ferdinand d'Aspremont-Lynden, graaf van het rijksgraafschap Rekem.
- Bibliothèque nationale de France: cb14953497b (data)
- Gemeinsame Normdatei: 115773371
- International Standard Name Identifier: 0000 0000 1401 0024
- Système universitaire de documentation: 189916842
- Virtual International Authority File: 45040568
- WorldCat: E39PBJk4CRRKXGxXBF4bmgDH4q